# Montrose (Colorado)
Montrose es una ciudad ubicada en el condado de Montrose en el estado estadounidense de Colorado. En el Censo de 2010 tenía una población de 19 132 habitantes y una densidad poblacional de 415,04 personas por km².

## Geografía
Montrose se encuentra ubicada en las coordenadas 38°28′9″N 107°51′38″O / 38.46917, -107.86056. Según la Oficina del Censo de los Estados Unidos, Montrose tiene una superficie total de 46.1 km², de la cual 46.1 km² corresponden a tierra firme y (0%) 0 km² es agua.

## Demografía
Según el censo de 2010, había 19 132 personas residiendo en Montrose. La densidad de población era de 415,04 hab./km². De los 19 132 habitantes, Montrose estaba compuesto por el 86.28% blancos, el 0.47% eran afroamericanos, el 1.24% eran amerindios, el 0.72% eran asiáticos, el 0.08% eran isleños del Pacífico, el 8.48% eran de otras razas y el 2.73% pertenecían a dos o más razas. Del total de la población el 21.62% eran hispanos o latinos de cualquier raza.